# Tuy Giang
Tuy Giang (tiếng Trung phồn thể: 绥江縣, giản thể: 绥江县, Hán Việt: Tuy Giang huyện) là một huyện tại địa cấp thị Chiêu Thông, tỉnh Vân Nam, Cộng hòa Nhân dân Trung Hoa. Huyện này có diện tích 882 km², dân số năm 2003 là 160.000 người. Huyện lỵ đóng tại trấn Trung Thành.

## Các đơn vị hành chính
Huyện Tuy Giang có 4 trấn: Trung Thành (中城), Nam Ngạn (南岸), Tân Than (新滩) và trấn Hội Nghi (会仪). Huyện này có 1 hương là Bản Lật (板栗).

## Khí hậu
| Dữ liệu khí hậu của Tuy Giang, elevation 497 m (1.631 ft), (1991–2020 normals, extremes 1981–2010) | Dữ liệu khí hậu của Tuy Giang, elevation 497 m (1.631 ft), (1991–2020 normals, extremes 1981–2010) | Dữ liệu khí hậu của Tuy Giang, elevation 497 m (1.631 ft), (1991–2020 normals, extremes 1981–2010) | Dữ liệu khí hậu của Tuy Giang, elevation 497 m (1.631 ft), (1991–2020 normals, extremes 1981–2010) | Dữ liệu khí hậu của Tuy Giang, elevation 497 m (1.631 ft), (1991–2020 normals, extremes 1981–2010) | Dữ liệu khí hậu của Tuy Giang, elevation 497 m (1.631 ft), (1991–2020 normals, extremes 1981–2010) | Dữ liệu khí hậu của Tuy Giang, elevation 497 m (1.631 ft), (1991–2020 normals, extremes 1981–2010) | Dữ liệu khí hậu của Tuy Giang, elevation 497 m (1.631 ft), (1991–2020 normals, extremes 1981–2010) | Dữ liệu khí hậu của Tuy Giang, elevation 497 m (1.631 ft), (1991–2020 normals, extremes 1981–2010) | Dữ liệu khí hậu của Tuy Giang, elevation 497 m (1.631 ft), (1991–2020 normals, extremes 1981–2010) | Dữ liệu khí hậu của Tuy Giang, elevation 497 m (1.631 ft), (1991–2020 normals, extremes 1981–2010) | Dữ liệu khí hậu của Tuy Giang, elevation 497 m (1.631 ft), (1991–2020 normals, extremes 1981–2010) | Dữ liệu khí hậu của Tuy Giang, elevation 497 m (1.631 ft), (1991–2020 normals, extremes 1981–2010) | Dữ liệu khí hậu của Tuy Giang, elevation 497 m (1.631 ft), (1991–2020 normals, extremes 1981–2010) |
| Tháng                                                                                              | 1                                                                                                  | 2                                                                                                  | 3                                                                                                  | 4                                                                                                  | 5                                                                                                  | 6                                                                                                  | 7                                                                                                  | 8                                                                                                  | 9                                                                                                  | 10                                                                                                 | 11                                                                                                 | 12                                                                                                 | Năm                                                                                                |
| -------------------------------------------------------------------------------------------------- | -------------------------------------------------------------------------------------------------- | -------------------------------------------------------------------------------------------------- | -------------------------------------------------------------------------------------------------- | -------------------------------------------------------------------------------------------------- | -------------------------------------------------------------------------------------------------- | -------------------------------------------------------------------------------------------------- | -------------------------------------------------------------------------------------------------- | -------------------------------------------------------------------------------------------------- | -------------------------------------------------------------------------------------------------- | -------------------------------------------------------------------------------------------------- | -------------------------------------------------------------------------------------------------- | -------------------------------------------------------------------------------------------------- | -------------------------------------------------------------------------------------------------- |
| Cao kỉ lục °C (°F)                                                                                 | 20.2 (68.4)                                                                                        | 26.3 (79.3)                                                                                        | 33.0 (91.4)                                                                                        | 35.1 (95.2)                                                                                        | 38.2 (100.8)                                                                                       | 37.7 (99.9)                                                                                        | 38.2 (100.8)                                                                                       | 39.1 (102.4)                                                                                       | 37.9 (100.2)                                                                                       | 31.4 (88.5)                                                                                        | 25.8 (78.4)                                                                                        | 21.2 (70.2)                                                                                        | 39.1 (102.4)                                                                                       |
| Trung bình ngày tối đa °C (°F)                                                                     | 11.2 (52.2)                                                                                        | 14.0 (57.2)                                                                                        | 18.9 (66.0)                                                                                        | 24.5 (76.1)                                                                                        | 27.7 (81.9)                                                                                        | 29.4 (84.9)                                                                                        | 31.6 (88.9)                                                                                        | 31.4 (88.5)                                                                                        | 27.0 (80.6)                                                                                        | 21.7 (71.1)                                                                                        | 17.7 (63.9)                                                                                        | 12.6 (54.7)                                                                                        | 22.3 (72.2)                                                                                        |
| Trung bình ngày °C (°F)                                                                            | 8.2 (46.8)                                                                                         | 10.5 (50.9)                                                                                        | 14.4 (57.9)                                                                                        | 19.3 (66.7)                                                                                        | 22.5 (72.5)                                                                                        | 24.5 (76.1)                                                                                        | 26.3 (79.3)                                                                                        | 26.1 (79.0)                                                                                        | 22.7 (72.9)                                                                                        | 18.4 (65.1)                                                                                        | 14.4 (57.9)                                                                                        | 9.7 (49.5)                                                                                         | 18.1 (64.6)                                                                                        |
| Tối thiểu trung bình ngày °C (°F)                                                                  | 6.2 (43.2)                                                                                         | 8.1 (46.6)                                                                                         | 11.3 (52.3)                                                                                        | 15.5 (59.9)                                                                                        | 18.7 (65.7)                                                                                        | 21.2 (70.2)                                                                                        | 22.9 (73.2)                                                                                        | 22.7 (72.9)                                                                                        | 20.0 (68.0)                                                                                        | 16.3 (61.3)                                                                                        | 12.2 (54.0)                                                                                        | 7.8 (46.0)                                                                                         | 15.2 (59.4)                                                                                        |
| Thấp kỉ lục °C (°F)                                                                                | −1.2 (29.8)                                                                                        | −0.4 (31.3)                                                                                        | 2.1 (35.8)                                                                                         | 6.6 (43.9)                                                                                         | 11.0 (51.8)                                                                                        | 16.0 (60.8)                                                                                        | 17.6 (63.7)                                                                                        | 17.5 (63.5)                                                                                        | 13.2 (55.8)                                                                                        | 6.8 (44.2)                                                                                         | 2.8 (37.0)                                                                                         | −1.0 (30.2)                                                                                        | −1.2 (29.8)                                                                                        |
| Lượng Giáng thủy trung bình mm (inches)                                                            | 11.7 (0.46)                                                                                        | 13.8 (0.54)                                                                                        | 29.9 (1.18)                                                                                        | 64.1 (2.52)                                                                                        | 85.5 (3.37)                                                                                        | 123.6 (4.87)                                                                                       | 213.1 (8.39)                                                                                       | 203.8 (8.02)                                                                                       | 106.3 (4.19)                                                                                       | 50.9 (2.00)                                                                                        | 20.3 (0.80)                                                                                        | 11.5 (0.45)                                                                                        | 934.5 (36.79)                                                                                      |
| Số ngày giáng thủy trung bình (≥ 0.1 mm)                                                           | 10.9                                                                                               | 10.4                                                                                               | 13.2                                                                                               | 14.4                                                                                               | 15.4                                                                                               | 18.1                                                                                               | 16.9                                                                                               | 16.2                                                                                               | 17.1                                                                                               | 18.2                                                                                               | 11.9                                                                                               | 10.5                                                                                               | 173.2                                                                                              |
| Số ngày tuyết rơi trung bình                                                                       | 0.2                                                                                                | 0.1                                                                                                | 0                                                                                                  | 0                                                                                                  | 0                                                                                                  | 0                                                                                                  | 0                                                                                                  | 0                                                                                                  | 0                                                                                                  | 0                                                                                                  | 0                                                                                                  | 0.1                                                                                                | 0.4                                                                                                |
| Độ ẩm tương đối trung bình (%)                                                                     | 78                                                                                                 | 76                                                                                                 | 73                                                                                                 | 72                                                                                                 | 72                                                                                                 | 79                                                                                                 | 81                                                                                                 | 81                                                                                                 | 83                                                                                                 | 84                                                                                                 | 80                                                                                                 | 79                                                                                                 | 78                                                                                                 |
| Số giờ nắng trung bình tháng                                                                       | 42.9                                                                                               | 45.8                                                                                               | 79.7                                                                                               | 105.8                                                                                              | 105.7                                                                                              | 88.7                                                                                               | 133.1                                                                                              | 142.4                                                                                              | 68.9                                                                                               | 38.9                                                                                               | 48.7                                                                                               | 40.1                                                                                               | 940.7                                                                                              |
| Phần trăm nắng có thể                                                                              | 13                                                                                                 | 14                                                                                                 | 21                                                                                                 | 27                                                                                                 | 25                                                                                                 | 21                                                                                                 | 31                                                                                                 | 35                                                                                                 | 19                                                                                                 | 11                                                                                                 | 15                                                                                                 | 13                                                                                                 | 20                                                                                                 |
| Nguồn: China Meteorological Administration                                                         | | | | | | | | | | | | | |